# Römerstraße 12 (Bergheim)
Das Haus in der Römerstraße 12 ist ein denkmalgeschütztes Bauwerk und befindet sich im Stadtteil Thorr in der Kreisstadt Bergheim im Rhein-Erft-Kreis.

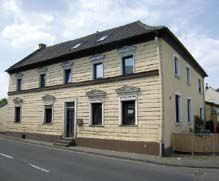
Das Haus „Zur guten Quelle“ in Bergheim-Thorr.

## Geschichte
Das Haus mit der Nummer 12 wurde schon früh als Gastwirtschaft genutzt und trug den Namen „Zur guten Quelle“. Das zweigeschossige Wohnhaus stammt aus der Zeit um 1860. Als Wirt nennen die Adressbücher von 1907, 1911 und 1934 Heinrich Schillings, der zugleich auch ein Baugeschäft betrieb.

## Architektur
Das Haus besitzt einen zweiflügeligen Grundriss. Das Dach ist nach Norden hin abgewalmt. Die zur Zievericher Straße hin gewandte Fassade wird durch fünf Achsen hochrechteckiger Fenster mit profilierten Holzgewänden und hölzerne Dreiecksgiebel als Verdachung gegliedert. Der Mitteleingang mit Oberlicht besitzt ein neues Türblatt. Der zur Römerstraße gewandte Flügel
ist dreiachsig. Die Fenster sind leicht stichbogig und mit Werksteinrahmen versehen.

## Denkmal
Das Gebäude ist als Denkmal in die Liste der Baudenkmäler in Thorr eingetragen. Die Denkmalnummer lautet 98.